# Лінн Кіро
Лінн Кіро (англ. Lynn Kiro; нар. 6 серпня 1995) — колишня південноафриканська тенісистка.
Найвищу одиночну позицію світового рейтингу — 840 місце досягла 5 серпня 2013, парну — 744 місце — 29 липня 2013 року.
Здобула 2 парні титули туру ITF.

## Фінали ITF

### Парний розряд: 4 (3–1)
| Легенда          |
| ---------------- |
| Турніри $100,000 |
| Турніри $75,000  |
| Турніри $50,000  |
| Турніри $25,000  |
| Турніри $10,000  |

| Фінали за покриттям |
| ------------------- |
| Тверде (3–1)        |
| Ґрунт (0–0)         |
| Трава (0–0)         |
| Килим (0–0)         |

| Результат | Ранг | Дата           | Турнір               | Покриття | Партнерка             | Суперниці                                   | Рахунок          |
| --------- | ---- | -------------- | -------------------- | -------- | --------------------- | ------------------------------------------- | ---------------- |
| Поразка   | 1.   | 8 грудня 2012  | Potchefstroom, ПАР   | Тверде   | Зара Разафімахатратра | Кім-Алісе Ґрайдек Керен Шломо               | 6–2, 4–6, [8–10] |
| Перемога  | 1.   | 15 грудня 2012 | Почефструм, ПАР      | Тверде   | Зара Разафімахатратра | Кім-Алісе Ґрайдек Керен Шломо               | w/o              |
| Перемога  | 2.   | 21 липня 2013  | Шарм-еш-Шейх, Єгипет | Тверде   | Маяр Шеріф            | Alina Mikheeva Анна Моргіна                 | 6–3, 6–2         |
| Перемога  | 3.   | 1 серпня 2015  | Остін (Техас), США   | Тверде   | Sarah Dvorak          | Chloe Michele Ouellet-Pizer Gabrielle Smith | 6–3, 6–2         |

## Участь у Кубку Федерації

### Парний розряд: 2 (1–1)
| Розіграш     | Раунд                                   | Дата           | Місце        | Партнерка  | Супротивник | Покриття    | Суперниця                    | W/L | Рахунок  |
| ------------ | --------------------------------------- | -------------- | ------------ | ---------- | ----------- | ----------- | ---------------------------- | --- | -------- |
| 2012 Fed Cup | Europe/Africa Zone Group II – Play-offs | 20 квітня 2012 | Каїр, Єгипет | Чорногорія | Ґрунт       | Мадрі Ле Ру | Владиця Вабич Milica Šljukić | W   | 6–1, 6–2 |
| 2012 Fed Cup | Europe/Africa Zone Group II – Play-offs | 21 квітня 2012 | Каїр, Єгипет | Туреччина  | Ґрунт       | Мадрі Ле Ру | Пемра Озген Меліс Сезер      | L   | 4–6, 2–6 |